# Angrod
Angrod är en fiktiv karaktär i J.R.R Tolkiens värld om Midgård. Han var son till Finarfin och var herre av Noldoralverna. Under år 6 i den första åldern mottogs han i landet Doriath av kung Thingol, han ville ha Thingols tillåtelse att grunda nya riken i Beleriand utanför Thingols rike.
Angrod var Galadriels och Aegnors äldre broder, och den yngre brodern till Finrod Felagund. Han gick med i noldors exil till Midgård, där han tillsammans med Aegnor höll de stora högländerna i Dorthonion mot Morgoth under Dagor Aglareb. Både Aegnor och Angrod dödades sedan under Dagor Bragollach.
Hans fru var alvdamen Eldalôtë, som betyder "alvblomma" på sindarin. Hans son var Orodreth, som flydde till Nargothrond när hans far blev dödad. Angrod var sålunda farfar till Gil-galad, Orodreths son.
Hans namn var en sindarinsk form av hans teleri quenyaska namn Angaráto, som betyder "järnädel". Detta är en hänvisning till hans händers stora styrka och ett hastigt erhållet epessë vid namn Angamaitë, som betyder "järnnäve".